# Kompocie (Litwa)
Kompocie (lit. Kumpuočiai) – wieś na Litwie, w okręgu uciańskim, w rejonie jezioroskim, w starostwie Turmont.

## Historia
W czasach zaborów w granicach Imperium Rosyjskiego.
W dwudziestoleciu międzywojennym wieś leżała w Polsce, w województwie nowogródzkim (od 1926 w województwie wileńskim), w powiecie brasławskim, w gminie Smołwy.
Według Powszechnego Spisu Ludności z 1921 roku zamieszkiwało tu 87 osób, 42 było wyznania rzymskokatolickiego, 1 prawosławnego a 44 staroobrzędowego. Jednocześnie 85 mieszkańców zadeklarowało polską przynależność narodową a 2 inną. Było tu 13 budynków mieszkalnych. 
W 1931 rozróżniono wieś na kolonię i dwa zaścianki.
Kolonia Kompocie liczyła 12 domów i 70 mieszkańców. Zaścianek Kompocie I – 2 domy i 12 mieszkańców a zaścianek Kompocie II – 1 dom z 6 mieszkańcami.
Wierni należeli do parafii rzymskokatolickiej w Smołwach i prawosławnej w Dryświatach. Miejscowości podlegały pod Sąd Grodzki w m. Turmont i Okręgowy w Wilnie; właściwy urząd pocztowy mieścił się w m. Turmont.